# Доярка з Хацапетівки
Доярка з Хацапетівки (рос. Доярка из Хацапетовки) — українсько-російський телесеріал 2007 року. Режисер — Ганна Гресь.
Композитори: Мирослав Скорик, Олег Скрипка.

## Сюжет
Катя приїхала до Москви з Хацапетівки. Її мрія — вступити до інституту і стати шеф-кухарем ресторану. Вона провалила іспити і залишилася одна у великому місті.
Одного разу вона зустрічає Діму Буличева — завзятого гуляку, якому вмираючий дід відписав свої мільйони за однієї умови: протягом місяця онук повинен одружитися, інакше гроші перейдуть до Фонду природи. Зустріч молодих людей виявляється доленосною. Діма приводить Катю в РАГС … Ніхто, крім молодят, не знає, що їхній шлюб — фіктивний.
Сучасній Попелюшці вдається перевиховати егоїстичного чоловіка. А він закохується у свою дружину по-справжньому, зрозумівши, який скарб потрапив до його рук.

## У ролях
- Євгенія Осипова — Катя Матвєєва
- Кирило Жандаров — Діма Буличов
- Володимир Стержаков — Олександр Єгорович Буличьов, батько Діми
- Тетяна Назарова — Людмила Сергіївна Буличьова, мати Діми
- Наталя Гудкова — Ганна Петрівна
- Валентина Ананьїна — Ніна Микитівна, домробітниця
- Володимир Жеребцов — Вася
- Наталія Калатай — Даша Буличева, сестра Діми
- Олексій Кашников — Семен Притикіна
- Евклід Кюрдзідіс — Жерар Дюбуа, кухар-француз
- Дмитро Лаленков — Павло, начальник служби охорони
- Леонід Неведомський — Єгор Кузьмич
- Дмитро Персін — нотаріус
- Юрій Комісарів — Хомич
- Галина Опанасенко — тітка Віра
- Олена Дудич — секретарка Буличова
- Ольга Когут — епізод
- Олег Скрипка — епізод